# Buschi Luginbühl
Alfres Otto „Buschi“ Luginbühl (* 15. Mai 1942 in Kriens) ist ein Schweizer Theater- und Hörfunkregisseur, Schauspieler, Theatergründer und Rundfunkjournalist.

## Leben
Buschi Luginbühl wollte ursprünglich Grafiker werden, entschied sich dann aber für eine Ausbildung zum Hochbauzeichner und arbeitete zehn Jahre als selbstständiger Architekt in Luzern. Zu Beginn der 1970er-Jahre schloss er sich den „Luzerner Spielleuten“ an, einem 1934 von Oskar Eberle aus der Taufe gehobenen Amateurtheater, später gründete er das Kindertheater „Bobibibifax“.
Durch seine Bekanntschaft mit Peter Schulz, seinerzeit Ausbildungsleiter bei Radio DRS, absolvierte Luginbühl dort ein Volontariat und liess sich von 1978 bis 1980 zum Hörspielregisseur und Rundfunkjournalisten ausbilden. Eine der bekanntesten Hörspielreihen, für die er als Regisseur verantwortlich zeichnete, war das Schreckmümpfeli. In den Jahren 1981 bis 1984 war Luginbühl Dramaturg und Regisseur am Theater am Kirchplatz in Schaan. In der Sendung Das prominente Mikrofon interviewte er bekannte Künstler und lernte auf diese Weise 1984 seine spätere Lebensgefährtin, die Schauspielerin Franziska Kohlund (1947–2014) kennen. Mit ihr zusammen gründete er im gleichen Jahr in Stäfa die freie Theatergruppe „Il Soggetto“, die bis 2019 existierte. Ebenfalls 1984 oblag ihm die Durchführung der Feierlichkeiten anlässlich des Besuchs von Papst Johannes Paul II. in Luzern.
Bereits 1983 hatte Luginbühl auf der Bühne des Luzerner Theaters in der Uraufführung von Gisela Widmers Stück Clara Wendel als Gefängniswärter gestanden. Auch bei Il Soggetto übernahm er neben seinen Regiearbeiten immer wieder Rollen, wie den Henker in Mary Stuart von Wolfgang Hildesheimer oder den Zachi in Diener zweier Herren von Carlo Goldoni. Als Regisseur wirkte Luginbühl auch bei den Luzerner Spielleuten, dem Kinder- und Jugendtheater Spatz & Co. und dem Theater Kanton Zürich, wo er in der Spielzeit 1980/81 sein Kinderstück De Chappeschreck herausbrachte. 1988, 1991 und 1994 war er Dramaturg und Produktionsleiter bei den Tell-Spielen in Altdorf. In Deutschland inszenierte er 1996 am Staatstheater Braunschweig das Stück Till Eulenspiegel (nach dem Roman von Christa und Gerhard Wolf).
Gemeinsam mit Ernst Halter und Ernst Scagnet gab Luginbühl das Buch Volkstheater in der Schweiz und im Fürstentum Liechtenstein heraus. Im Herbst 2022 zog er sich von seinem Schaffen beim Rundfunk zurück.

## Trivia
Den Spitznamen Buschi erhielt Luginbühl in jungen Jahren von einer Tante. Auch sein erster Eintrag in einem Schweizer Telefonbuch lautete auf diesen Namen.

## Hörspiele(alles Produktionen des SRF)

### Als Regisseur (Auswahl)
(* = aus der Reihe Schreckmümpfeli)
- 1990: Marcel Konrad: Familienkrieg
- 1990: Irma Greber: Am Abgrund *
- 1992: Daniel Keyes: Blumen für Algernon
- 1998: Heinz Stalder: Am Limit bis zum Prellbock
- 1999: Katja Früh: Angela
- 2001: Theo Wyler: Als die Echos noch gepachtet wurden
- 2003: Friedrich Bestenreiner: Anima Bona *
- 2005: Daniel Goetsch: Am Rande einer engen Kurve *
- 2006: Adrian Meyer: Am Seil abelo
- 2007: Renate Eckert: Bitter… *
- 2010: Reto Zeller: Astrid Sonntag-Gramlich *
- 2011: Ralf Kramp: Auf den Zahn gefühlt *
- 2013: Kamil Krejci: Achtzehn Minuten zu spät *
- 2013: Jan Schröter: Blütenträume *
- 2013: Thomas H. Cook: Blutspuren
- 2014: Klaus Enser-Schlag: Blindes Vertrauen *
- 2016: Felicia Cavegn: Bitterböse Überraschung *
- 2016: Stephan Pörtner: Bodenlätz
- 2017: Jan Schröter: Abenteuerurlaub *
- 2018: Flavio Steimann: Bajass

### Als Autor und Regisseur
- 1992: War ich ein Tor, dass ich an ihre Liebe glaubte
- 2008: Ich bin nur ein einfacher Meldekopf (mit Peter Kamber)

### Als Sprecher
- 1996: Hanspeter Gschwend: Schwanenweiss – Regie: Fritz Zaugg

## Veröffentlichungen
- 2000: Volkstheater in der Schweiz und im Fürstentum Liechtenstein, Verlag Offizin, Zürich, ISBN 978-3-907496-03-9